# San Juan Benito Juárez
San Juan Benito Juárez es una localidad del estado mexicano de Michoacán. Es parte del municipio de Cuitzeo.

## Toponimia
El nombre «San Juan» hace referencia al santo patrono de la localidad: Juan el Evangelista. El nombre «Benito Juárez» rinde homenaje a Benito Juárez, presidente de México durante la Guerra de Reforma.

## Demografía
| Gráfica de evolución demográfica |
|                                  |

| Censo | Población |
| ----- | --------- |
| 1900  | 780       |
| 1910  | 704       |
| 1921  | 636       |
| 1930  | 803       |
| 1940  | 902       |
| 1950  | 1 070     |
| 1960  | 1 196     |
| 1970  | 1 391     |
| 1980  | 1 881     |
| 1990  | 2 311     |
| 2000  | 2 468     |
| 2010  | 2 613     |
| 2020  | 2 709     |